# Via Venti Settembre (Roma)

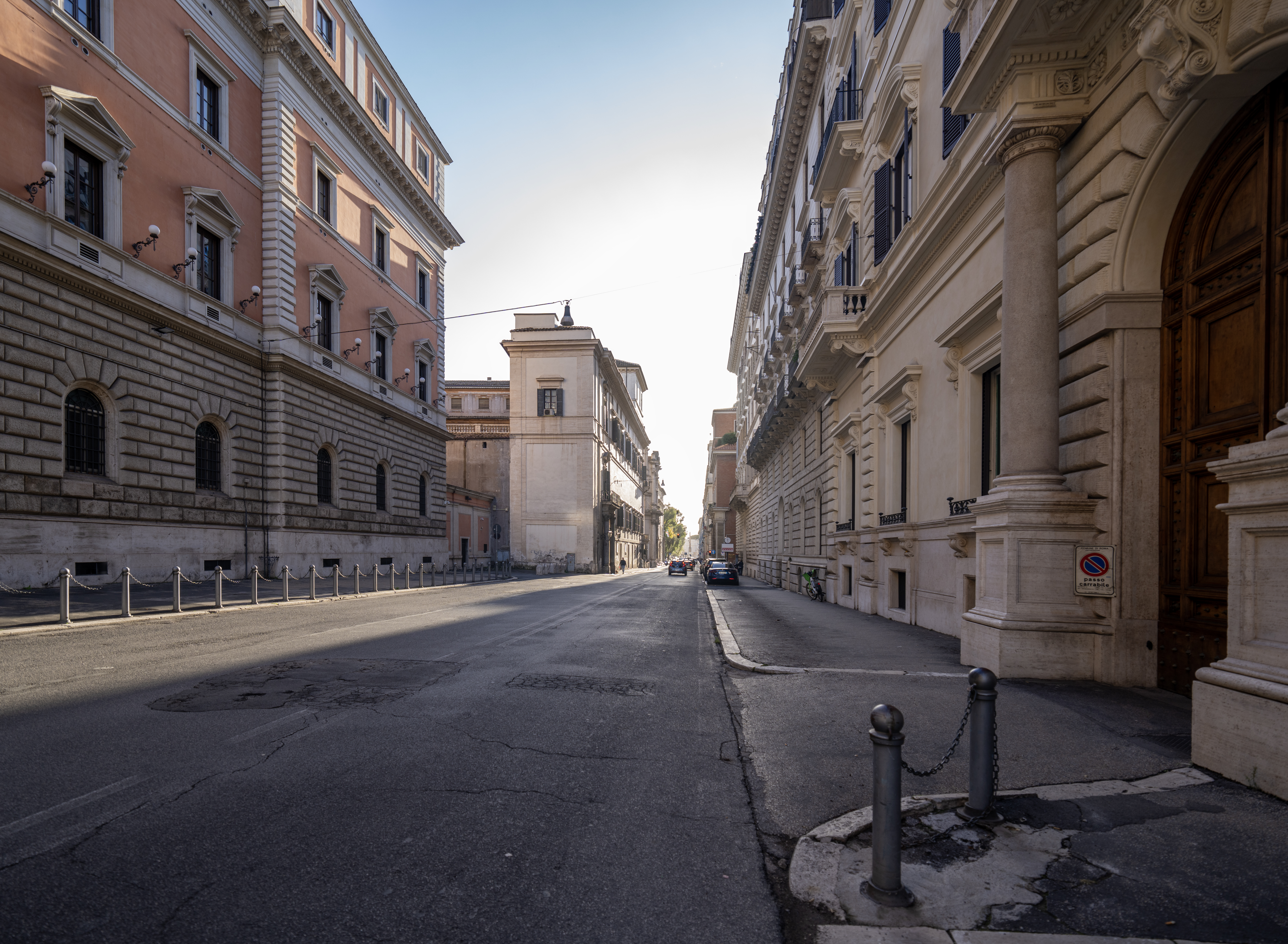
La Via Venti Settembre de Roma.

La Via Venti Settembre es una calle de Roma, Italia, que une la Via delle Quattro Fontane y el Piazzale di Porta Pia. Tiene una longitud de poco más de un kilómetro.
Su nombre recuerda la brecha de 1870, a través de la cual entraron los Bersaglieri en la ciudad. La calle, llamada durante un tiempo via che da Montecavallo va alla Porta Nomentana, corresponde a la antigua Via dell'Alta Semita, que atravesaba toda la colina del Quirinal. Esta calle fue abierta por el papa Pío IV en correspondencia con Porta Pia, de la que procede el nombre Strada Pia que mantuvo hasta el 20 de septiembre de 1870.

## Transportes
Hay dos estaciones de la Línea A del Metro de Roma cerca de la calle: Repubblica y Barberini.